# Znak czterech
Znak czterech (inny tytuł polskiego przekładu: Znamię czterech; ang. The Sign of Four) – powieść kryminalna autorstwa sir Arthura Conana Doyle’a wydana w lutym 1890 roku, druga powieść o przygodach Sherlocka Holmesa.
Pierwszy polski przekład autorstwa Eugenii Żmijewskiej, pt. Znamię czterech został wydany w formie książkowej w 1898 jako dodatek do dziennika Słowo. Następny polski przekład autorstwa Bronisławy Neufeldówny, pt. Znak czterech ukazał się w 1908.

## Fabuła
Jest to jedyna powieść o Sherlocku Holmesie niepodzielona na dwie części. Do detektywa amatora zgłasza się z prośbą o pomoc panna Mary Morstan (przyszła żona doktora Watsona). Od czasu śmierci jej ojca dostaje w prezencie co roku, w ten sam dzień, piękną perłę. Holmes i Watson mają za zadanie odkryć, kto i dlaczego przysyła pannie Morstan tak drogie prezenty i co ma z tym wspólnego tajemniczy napis „Znak czterech”.

## Adaptacje filmowe
- 1968 produkcja BBC (Holmes Peter Cushing)[5]
- 1983 produkcja Lenfilm pt. Сокровища Агры (Holmes Wasilij Liwanow)[6]
- Znak czterech – film TV z 1987 roku z Jeremym Brettem[7][8]
- Znak czterech – film z 2001 roku z Mattem Frewerem[9]
- Znak trojga – odcinek brytyjskiego serialu telewizyjnego Sherlock (2014)

## Tekst w oryginale na wikiźródłach
- The Sign of the Four